# Henry Lion Oldi

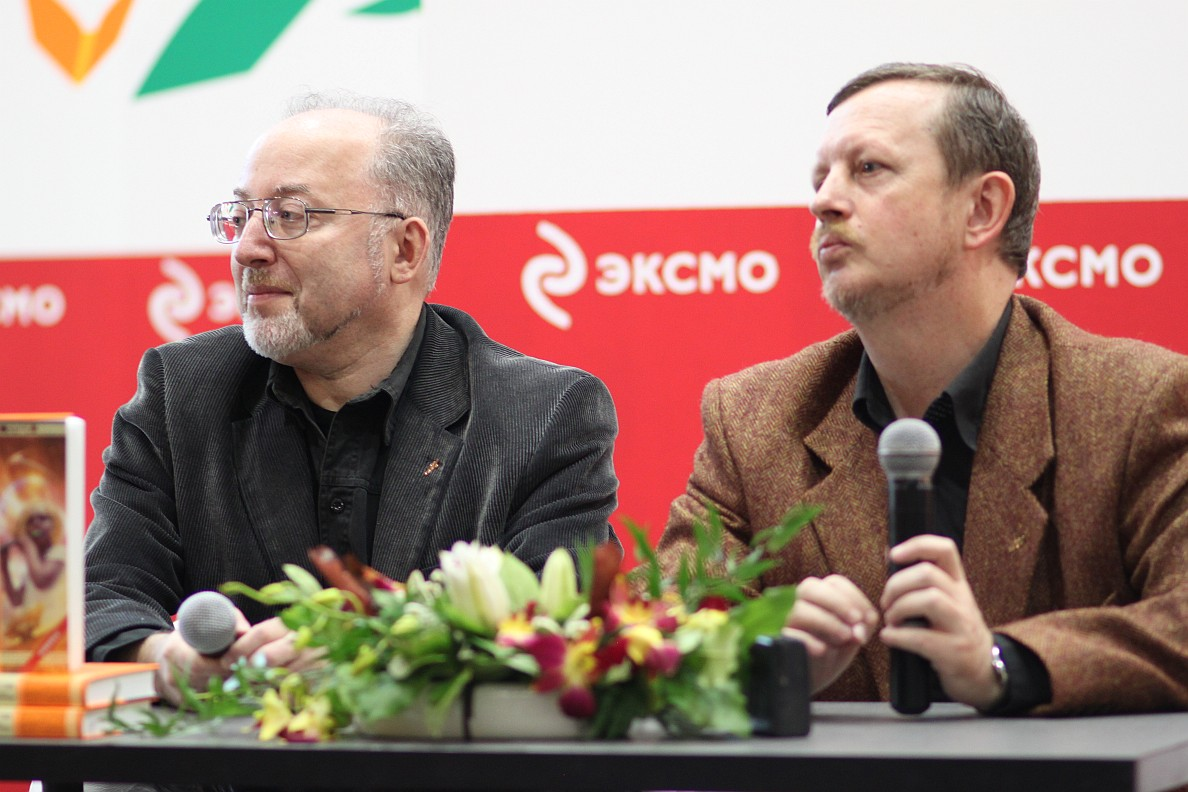
Henry Lion Oldi, 2010

Henry Lion Oldi (Генри Лайон Олди) – pseudonim charkowskich pisarzy-fantastów: Dymitra Gromowa i Olega Ładyżeńskiego. Pseudonim to anagram imion pisarzy: OL(eg) i DI(ma), G i L natomiast to pierwsze litery nazwisk obu autorów.

## Twórczość
- Droga Miecza
- Mesjasz formatuje dysk – książka fantasy, której akcja dzieje się w średniowiecznych Chinach
- Granica. Zimą jest popyt na sieroty (wspólnie z Mariną i Siergiejem Diaczenkami oraz Andriejem Walentinowem) – kolejna książka fantasy osadzona w fikcyjnym świecie do złudzenia przypominającym Ukrainę za czasów Chmielnickiego[1][2], zasadniczo jednak nawiązującym do realiów 2 poł. XVIII w.[3]
- Granica. Czas łamania zakazów – kontynuacja pierwszej części Granicy
- Heros powinien być jeden – dwutomowa powieść fantasy, będąca alternatywną wersją historii młodego Heraklesa
- Mag z łaski prawa
- Magia przeciw prawu – książka fantasy, której akcja rozgrywa się w alternatywnej carskiej Rosji z przełomu XIX i XX wieku.
- Otchłań głodnych oczu – wizja alternatywnego świata, w którym funkcjonują obok siebie ludzie i metamorfy

## Nagrody
- 2006 – najlepszy pisarz-fantasta "Eurocon 2006"